# Purjekari (halvö)
Purjekari är en halvö i Finland. Den ligger i Haukipudas i landskapet Norra Österbotten, i den centrala delen av landet, 600 km norr om huvudstaden Helsingfors.